# Derivaatgemeenschap
Een derivaatgemeenschap (DG) is een plantengemeenschap die enkel kensoorten en differentiërende soorten bezit van een hoger syntaxonomisch niveau dan de associatie, samen met nog begeleidende soorten. De kensoorten en differentiërende soorten eigen aan de associatie komen dus niet, of niet meer voor. 
Een dergelijke plantengemeenschap kan dus op basis van de soortensamenstelling niet tot op het elementaire niveau, de associatie, geclassificeerd worden. Men classificeert het dan onder het niveau waarvan de kensoorten wel aanwezig zijn.
In tegenstelling tot de rompgemeenschappen zijn de dominante soorten in een derivaatgemeenschap klasse-vreemd, dus behoren tot een andere syntaxonomische tak dan de rest van de plantensoorten. 
Een derivaatgemeenschap ontstaat meestal wanneer door externe factoren (zoals verstoring, overbemesting en verdroging) of door rechtstreekse inbreng van exoten door de mens, soorten dominant worden die niet tot de oorspronkelijke klasse behoren.
Een voorbeeld is de derivaatgemeenschap van Amerikaanse vogelkers, een verarmde gemeenschap van de klasse van eiken- en beukenbossen op voedselarme grond (Querceta robori-petraeae) waar de door de mens ingevoerde Amerikaanse vogelkers alle andere struiken verdrongen heeft en de dominante ondergroei geworden is.

Voorbeelden van derivaatgemeenschappen
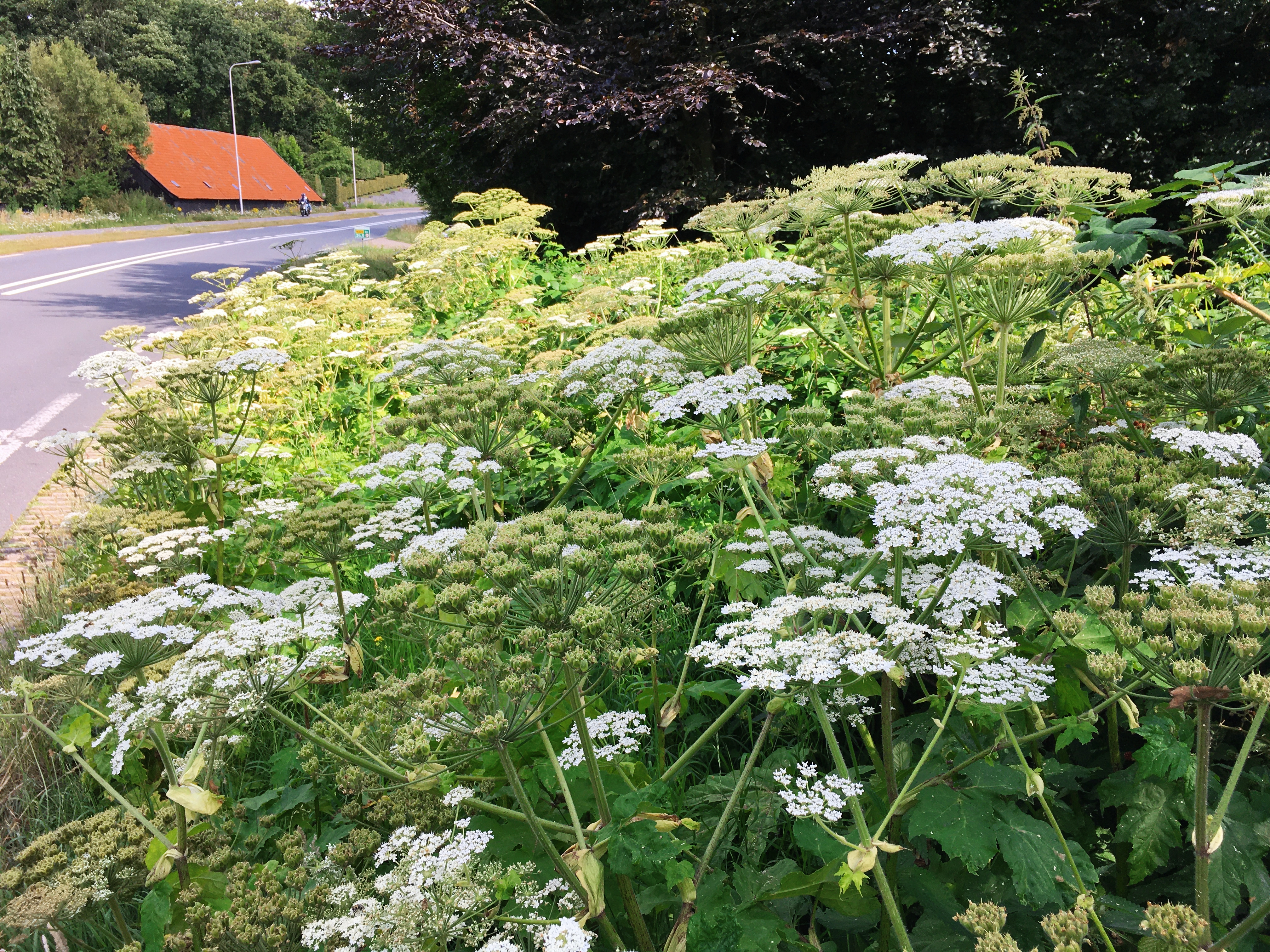
Derivaatgemeenschap met reuzenberenklauw
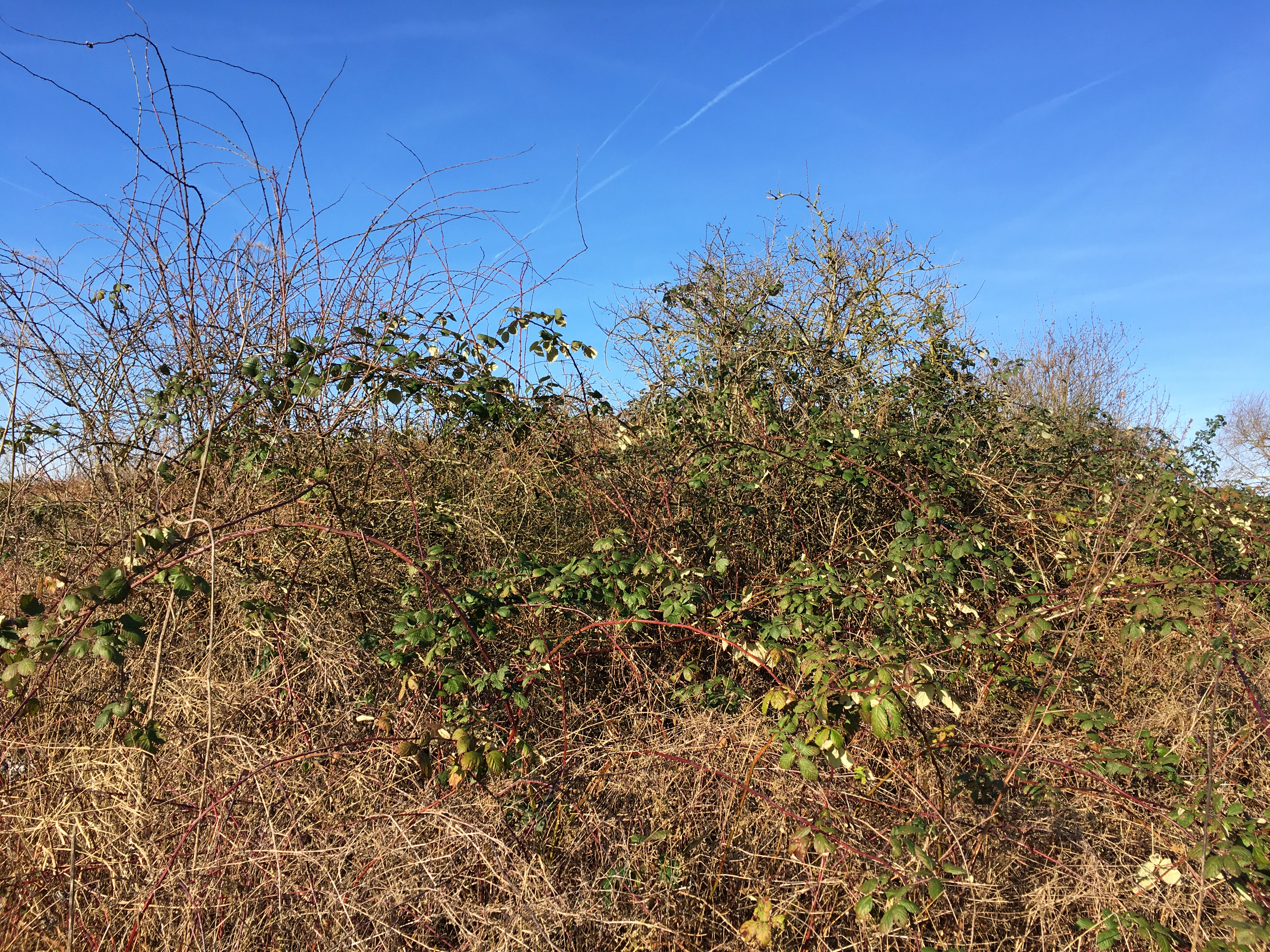
Derivaatgemeenschap met dijkviltbraam
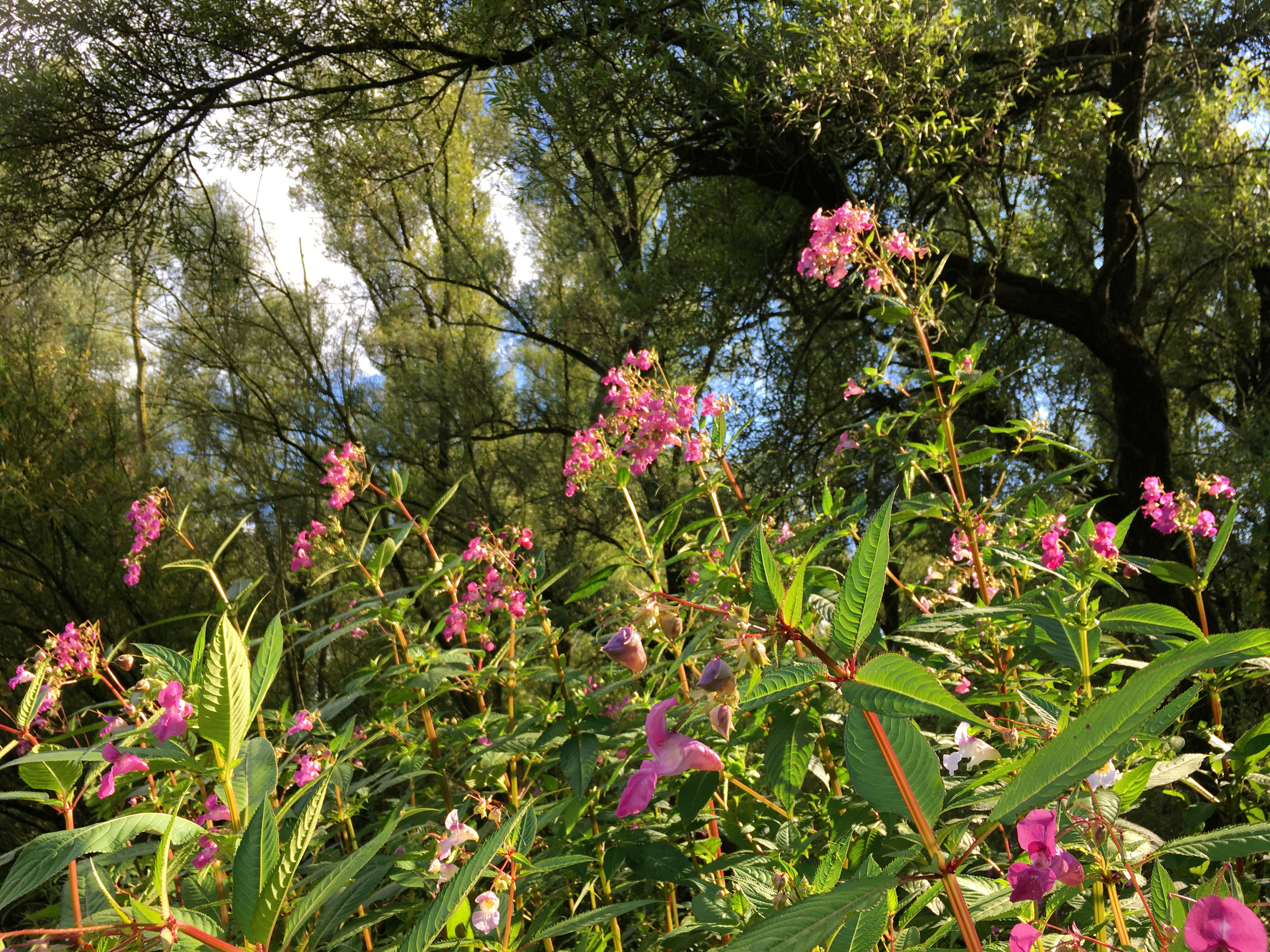
Derivaatgemeenschap met reuzenbalsemien
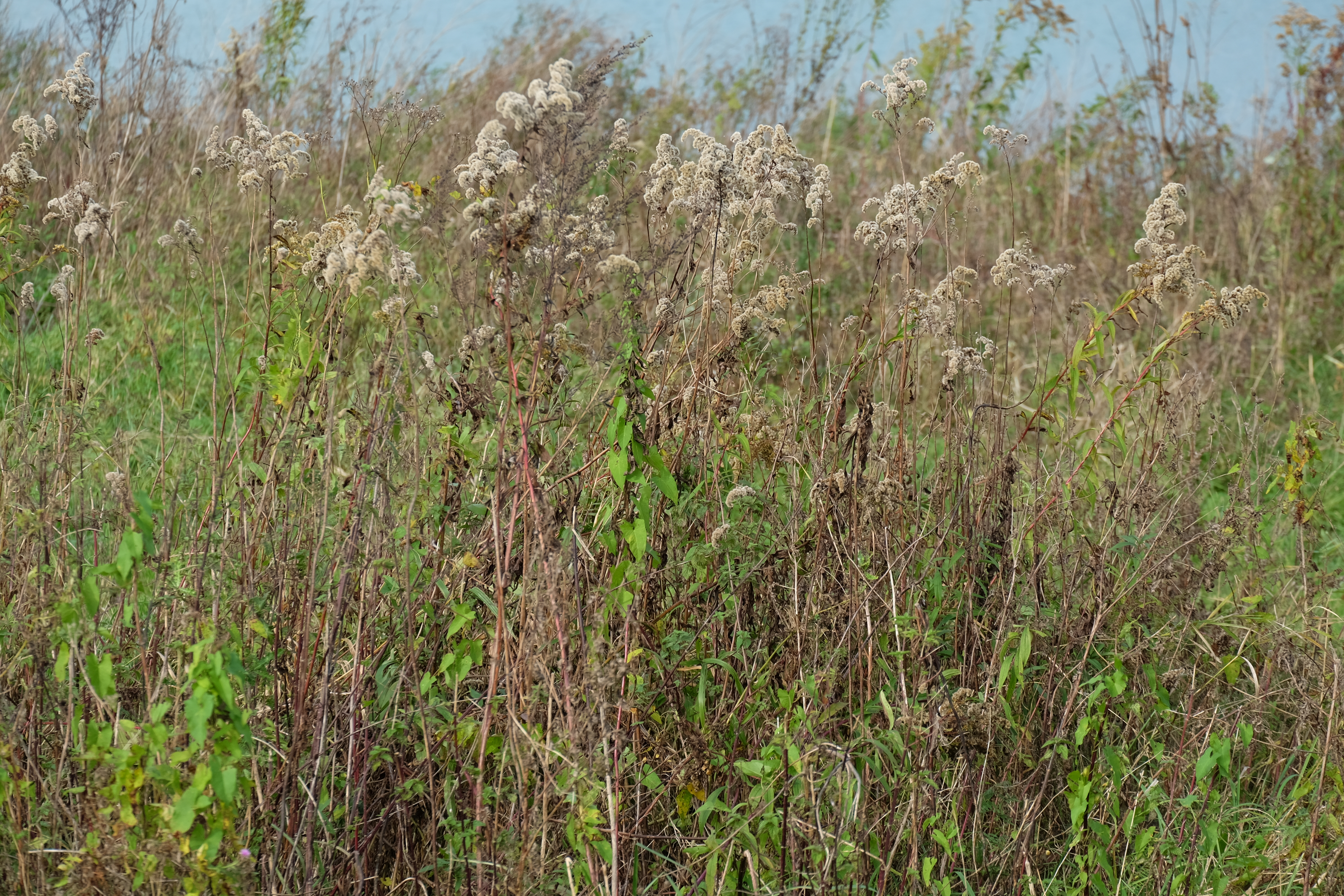
Derivaatgemeenschap met late guldenroede
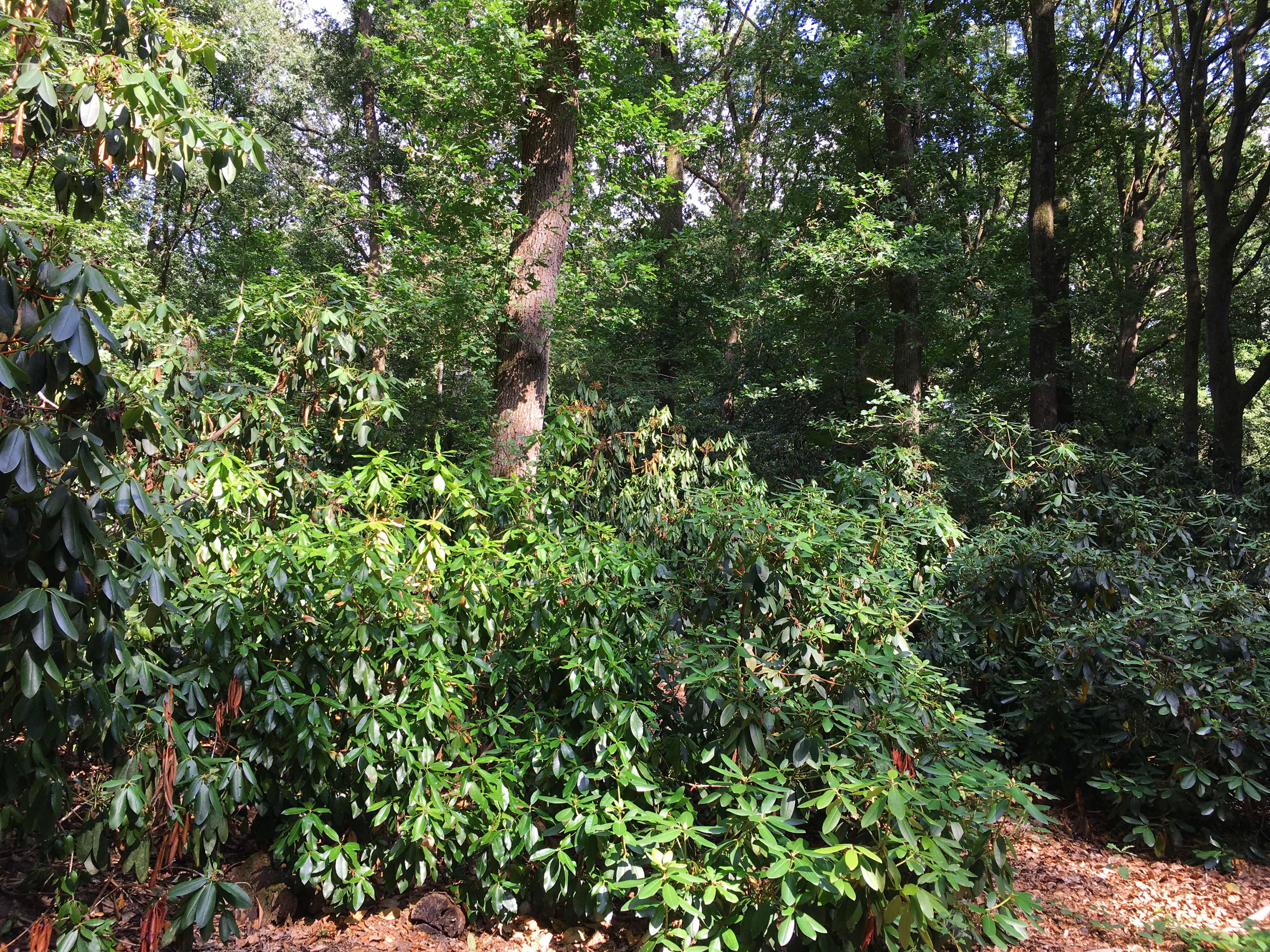
Derivaatgemeenschap met Pontische rododendron
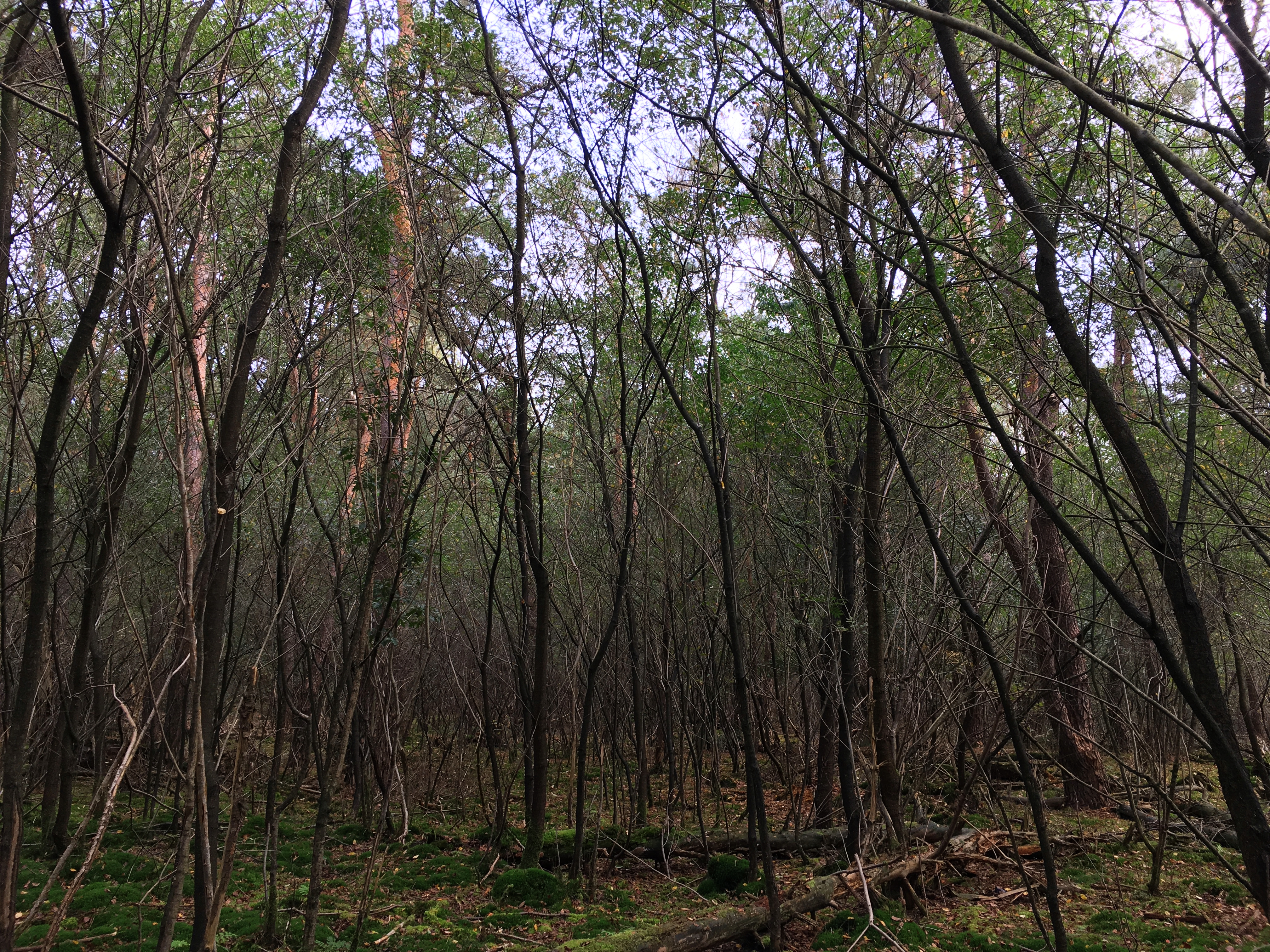
Derivaatgemeenschap met Amerikaanse vogelkers